# الرجل النحيف (فلم)
الرجل النحيف (بالإنجليزية: The Thin Man) هو فيلم كوميدي تم إنتاجه في الولايات المتحدة وصدر في سنة 1934.

## ترشيحات وجوائز
| السنة | الحدث  | الفئة     | النتيجة |
| ----- | ------ | --------- | ------- |
| 1934  | أوسكار | أفضل فيلم | ترشـيـح |

## الميزانية والإيرادات
بلغت تكلفة إنتاج الفيلم حوالي 226,408 دولار أمريكي.

## وصلات خارجية
- مقالات تستعمل روابط فنية بلا صلة مع ويكي بيانات